# Championnats du monde de triathlon en relais mixte 2011
Navigation
Édition précédente Édition suivante
Les Championnats du monde de triathlon en relais mixte 2011 de la Fédération internationale de triathlon se sont tenus à Lausanne, en Suisse, le 21 août 2011. C'est la troisième édition pour cette compétition internationale avec un record de participation, puisque 32 équipes représentent 26 pays. Tout comme l'année précédente, l'épreuve a eu lieu au même endroit que les Championnats du monde de triathlon sprint, disputés la veille.
Chaque pays a été autorisé à participer avec deux équipes mixte de quatre participants, composée de deux femmes et de deux hommes. Les équipes doivent s'affronter dans l'ordre suivant : (1 femme/1 homme/1 femme/1 homme). Chaque triathlète doit concourir sur des distances de plus ou moins, 300 mètres de natation, de 6,6 km de vélo de route et 1,6 km de course à pied avant de passer le relais à son compatriote

## Résultats
Le Royaume-Uni remporte pour la première fois le titre de championne du monde de triathlon en relais par équipe, devant la Suisse, deuxième cette année, après leurs doubles victoires deux années consécutives. L'Allemagne complète le podium.
L'Europe prend les quatre premières places puisque la France est quatrième.
| Rang | Équipe              | Temps           |
| --- | ------------------- | --------------- |
| | Royaume-Uni I       | 1 h 09 min 29 s |
| - Jodie Stimpson : 19 min 50 s - Jonathan Brownlee : 15 min 45 s - Helen Jenkins : 17 min 52 s - Alistair Brownlee : 16 min 01 s |                     | 1 h 09 min 29 s |
| | Suisse I            | 1 h 09 min 44 s |
| - Melanie Hauss : 19 min 34 s - Ruedi Wild : 16 min 13 s - Nicola Spirig : 17 min 50 s - Sven Riederer : 16 min 05 s             |                     | 1 h 09 min 44 s |
| | Allemagne I         | 1 h 09 min 56 s |
| - Anja Dittmer : 19 min 33 s - Maik Petzold : 16 min 14 s - Svenja Bazlen : 17 min 53 s - Steffen Justus : 16 min 15 s           |                     | 1 h 09 min 56 s |
| 4 | France              | 1 h 10 min 08 s |
| 5 | Australie I         | 1 h 11 min 43 s |
| 6 | Pays-Bas            | 1 h 11 min 44 s |
| 7 | Hongrie             | 1 h 12 min 00 s |
| 8 | Nouvelle-Zélande I  | 1 h 12 min 11 s |
| 9 | Russie              | 1 h 12 min 16 s |
| 10 | Canada              | 1 h 12 min 41 s |
| 11 | Italie              | 1 h 12 min 45 s |
| 12 | Japon               | 1 h 12 min 50 s |
| 13 | Espagne             | 1 h 13 min 11 s |
| 14 | Belgique            | 1 h 13 min 21 s |
| 15 | Afrique du Sud      | 1 h 13 min 41 s |
| 16 | Suède               | 1 h 13 min 57 s |
| 17 | Slovénie            | 1 h 14 min 24 s |
| 18 | Croatie             | 1 h 15 min 47 s |
| 19 | Ireland             | 1 h 16 min 35 s |
| 20 | Israël I            | 1 h 17 min 24 s |
| 21 | Corée du Sud        | 1 h 19 min 03 s |
| 22 | Hong Kong           | 1 h 19 min 22 s |
| 23 | Pologne             | 1 h 19 min 58 s |
| NC | Allemagne II        | 1 h 11 min 22 s |
| NC | Australie II        | 1 h 11 min 43 s |
| NC | Royaume-Uni II      | 1 h 12 min 21 s |
| NC | Nouvelle-Zélande II | 1 h 15 min 24 s |
| NC | Suisse II           | 1 h 16 min 35 s |
| NC | Israël II           | 1 h 22 min 48 s |
| DNF | Mexique             | 0 h 00 min 00 s |
| DNF | Surinam             | 0 h 00 min 00 s |
| DSQ | États-Unis          | 0 h 00 min 00 s |
| Source: |                     |                 |

Le britannique Jonathan Brownlee a été le plus rapide sur le parcours du côté des hommes avec un temps de 15 min 45 s. La suissesse Nicola Spirig a été la plus rapide du côté des femmes (17 min 50 s)